# Gmina Babimost
Die Gmina Babimost [baˈbʲimɔst] ist eine Stadt- und Landgemeinde im Powiat Zielonogórski der Woiwodschaft Lebus in Polen. Ihr Verwaltungssitz ist die gleichnamige Stadt (deutsch Bomst) mit etwa 4000 Einwohnern.

## Geographie
Die Gemeinde liegt im Osten der Woiwodschaft Lebus und grenzt im Osten an die Woiwodschaft Großpolen mit der Gemeinde der Stadt Zbąszyń (Bentschen) sowie im Norden und Südwesten an die Gemeinden der Städte Zbąszynek (Neu Bentschen) und Sulechów (Züllichau). Zu den Gewässern gehört die Leniwa Obra (Faule Obra).

## Gliederung
Die Stadt- und Landgemeinde Babimost umfasst ein Gebiet von fast 93 km² mit etwa 6300 Einwohnern. Dazu gehören neben der Stadt Babimost (Bomst) folgende Dörfer mit Schulzenamt und zugehörige Orte:
- Kolesin (Goltzen) mit Janowiec (Kesselsdorf)
- Laski (Bergvorwerk)
- Nowe Kramsko (Neu Kramzig, 1937–1945 Kleistdorf) mit Kuligowo (Kulkau), Leśniki (Waldvorwerk), Młynisko (Hammer-Mühle) und Podzamcze (Schloßvorwerk)
- Podmokle Małe (Klein Posemuckel, 1937–1945 Klein Posenbrück) mit Laski Dolne (Laske)
- Podmokle Wielkie (Groß Posemuckel, 1937–1945 Groß Posenbrück) mit Zdzisław (Unruhsau)
- Stare Kramsko (Alt Kramzig, 1937–1945 Krammensee)

## Partnerschaften
- Stadt Neuruppin in Brandenburg, Deutschland
- Amt Döbern-Land, Spree-Neiße-Kreis in Brandenburg, Deutschland
- Gemeinde Felixsee, Spree-Neiße-Kreis in Brandenburg, Deutschland.

## Verkehr
Südwestlich der Stadt Babimost liegt auf dem Gebiet der Gemeinde der Flughafen Zielona Góra-Babimost (Port lotniczy Zielona Góra-Babimost). Er ist der kleinste der internationalen Flughäfen des Landes und wird gegenwärtig nur im Regionalverkehr bedient.